# Tageta
Tageta (jap. 田下駄) – obuwie robocze używane w starożytnej Japonii w okresie Yayoi podczas prac rolnych. Były to długie deski o długości ponad 50 cm i szerokości ok. 40 cm, z wywierconymi otworami na rzemienie obejmujące stopę. Umożliwiały swobodne chodzenie po podmokłych polach ryżowych, zabezpieczając przed ugrzęźnięciem stóp w bagiennym gruncie. Od tageta wywodzi się bezpośrednio klasyczne japońskie obuwie geta.